# Lugus (Sulu)
Lugus é um município de  quinta classe de renda municipal (d) na província Sulu, nas Filipinas. De acordo com o censo de 1 de maio  de  2020 possui uma população de 29 043 pessoas e 5 044 domicílios.